# Francesco D'Amico
Francesco D'Amico (Ostuni, 9 ottobre 1999) è un pallavolista italiano, libero del Verona.

## Carriera

### Club
La carriera di Francesco D'Amico inizia nella stagione 2015-16 in Serie C con l'Ostuni, club con il quale nella stagione successiva, a seguito della promozione, milita in Serie B.
Nell'annata 2017-18 si accasa al Potentino, in Serie A2: resta nella squadra di Potenza Picena anche nella stagione 2019-20 quando la squadra retrocede in Serie A3; nella stessa annata inoltre viene sporadicamente convocato nella prima squadra della Lube, in Superlega. Per il campionato 2020-21 viene ingaggiato dall'Olimpia Bergamo, sempre in serie cadetta, con cui si aggiudica la Coppa Italia di Serie A2/A3 2020-21 e due Supercoppe italiane di Serie A2.
Nella stagione 2022-23 ritorna alla Lube, in Superlega, mentre in quella successiva firma per il Verona, nella stessa divisione.

## Palmarès

### Club
- Coppa Italia di Serie A2/A3: 1

2020-21
- Supercoppa italiana di Serie A2: 2

2021, 2022